# 24: Legacy
24: Legacy ist eine US-amerikanische Thriller-Fernsehserie, die aus einer Staffel mit 12 Episoden besteht und 2017 beim US-Sender FOX erstausgestrahlt wurde. Sie ist ein Ableger der Fernsehserie 24 (2001–2010) und wird ebenso wie diese in Echtzeit erzählt. In Deutschland zeigte der Pay-TV-Sender Sky 1 die Episoden, zeitversetzt um eine Woche zur US-Erstsendung. Im Juni 2017 gab FOX die Einstellung der Serie nach der ersten Staffel bekannt.

## Form
Die Serie wird in der gleichen Weise erzählt wie bereits 24: Live Another Day, d. h. einen 24 Stunden umfassenden Zeitraum erzählend, in Echtzeit spielend und mit einem 12-stündigen Zeitsprung kurz vor dem Ende der zwölften, finalen Episode.
Die ausführenden Produzenten betonten, dass 24: Legacy kein Reboot sei, sondern eine Erweiterung des bestehenden, fiktiven 24-Universums.

## PrequelThe Raid
The Raid ist ein etwa 7-minütiger Kurzfilm, der als Prequel für die Fernsehserie dient und im Internet veröffentlicht wurde. In ihm treten auch Hauptdarsteller der Serie auf. Der Film spielt in Echtzeit, nachts zwischen 2.54 Uhr und 3.00 Uhr. Bei einer Siedlung im Jemen landet eine US-Spezialeinheit, zu der Eric Carter und Ben Grimes gehören, mit einem Hubschrauber, um dort den Terroristen Ibrahim Bin-Khalid zu ergreifen. Als das Team von bewaffneten Kämpfern aus dem Hinterhalt angegriffen wird, erschießt Carter in Notwehr Bin-Khalid. Unter den Teammitgliedern gibt es bei dem Angriff Verluste. Als das Team mit dem Hubschrauber wieder abhebt, steht es immer noch unter schwerem Beschuss; eine von einer Panzerfaust abgeschossene Granate verfehlt den Hubschrauber und fliegt direkt durch ihn hindurch. Der Einsatz des Teams wird durch Rebecca Ingram fernmündlich und mit Videoüberwachung geleitet.
Der Film wurde von Samsung gesponsert und existiert in zwei Versionen. Eine Version im Breitbildformat ist für Samsung VR bestimmt, die andere Version in quadratischem Bildformat dient der Wiedergabe auf Samsung Gear VR. Die Versionen unterscheiden sich inhaltlich teilweise bzgl. des Handlungsortes, ein Film spielt in einem Gebäude, während der andere außerhalb spielt.

## Handlung

### Zusammenfassung

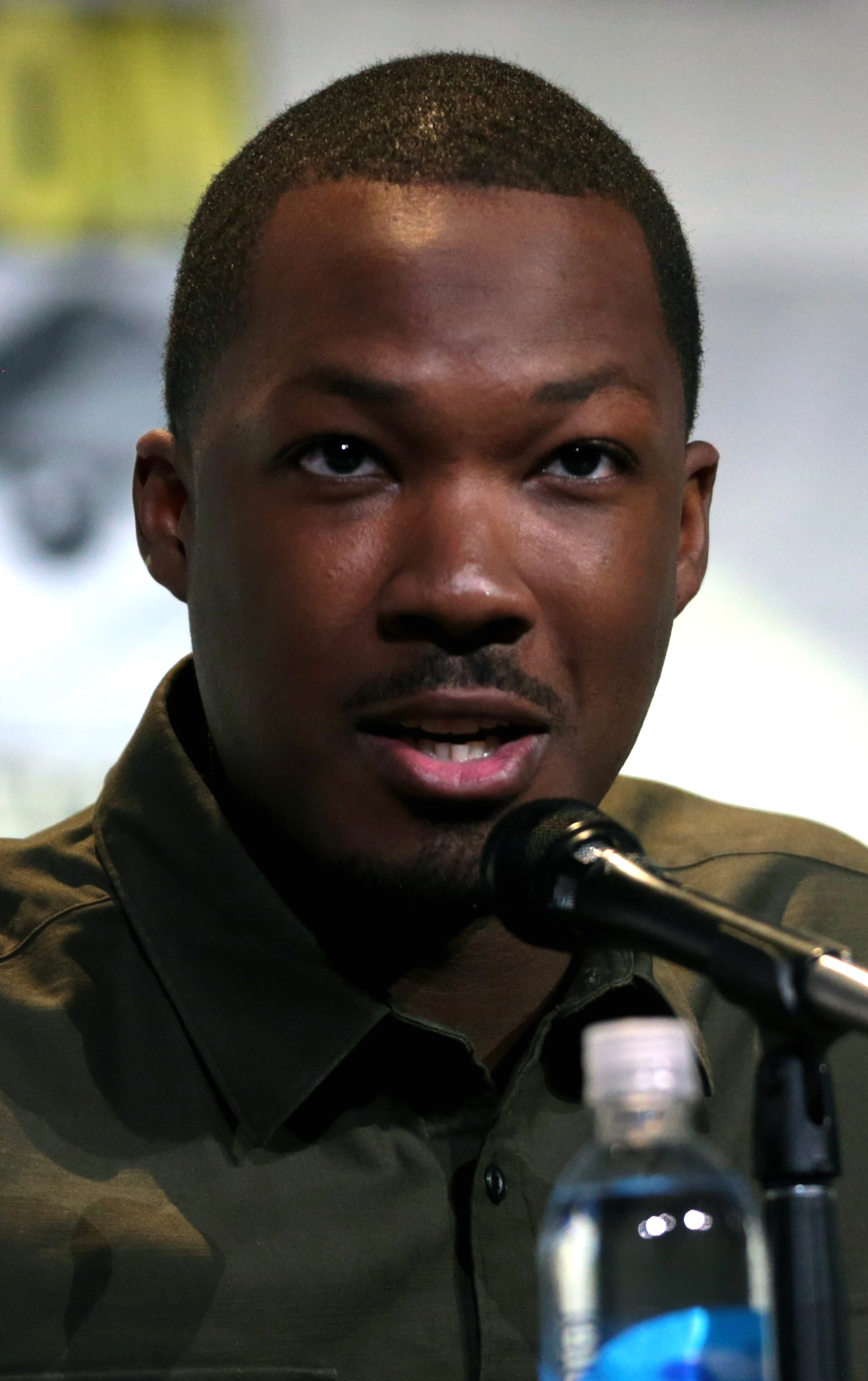
Corey Hawkins, Darsteller des Protagonisten Eric Carter

Im Rahmen eines von der damaligen CTU-Direktorin Rebecca Ingram geleiteten Geheimeinsatzes im Jemen hat ein Team aus US-Army-Rangern die dschihadistischen Kämpfer des Scheichs Ibrahim Bin-Khalid getötet, und damit Terrorismusgefahr von den Vereinigten Staaten abgewendet. Der Scheich galt seitdem auch als tot.
Hauptschauplatz der um 12 Uhr mittags beginnenden Echtzeithandlung und Standort der fiktiven, nationalen CTU-Zentrale ist Washington, D.C. Terroristen unter Führung von Ibrahims Sohn Jadalla enttarnen die Mitglieder des Army-Ranger-Teams, darunter auch Eric Carter, und gelangen so an eine Liste von 15 Schläferzellen, die sie für Terroranschläge in den USA einsetzen wollen. Die CTU arbeitet mit Carters Hilfe daran, Jadalla aufzuspüren und die Terroranschläge zu verhindern. Einer von Jadallas Helfern aktiviert eigenmächtig eine Schläferzelle, die daraufhin einen Bombenanschlag auf einer belebten Brücke in New York City durchführt. Eric und die CTU können danach Jadalla verhaften, der von einem Verbündeten sogleich aber wieder befreit wird. Unterdessen stellt sich heraus, dass Ingrams Schwiegervater den Terroristen geholfen hat, um damit die Wahlchancen seines für die US-Präsidentschaft kandidierenden Sohnes, Senator John Donovan, zu unterstützen. Schließlich deckt man in der CTU eine Geheimoperation auf, die der Direktor der nationalen Nachrichtendienste ohne Genehmigung und basierend auf einer Idee von Ingram initiiert hatte und einem Kriegsverbrechen ähnelt, er begeht deshalb schließlich Suizid. Carter gelingt es, Ingram aus der Gefangenschaft von Ibrahim Bin-Khalid freizupressen, dabei wird sie jedoch tödlich verletzt. Die Handlung endet am Folgetag, wieder um 12 Uhr mittags.

### Episoden
| Nr. | Deutscher Titel   | Originaltitel        | Erstausstrahlung USA | Deutschsprachige Erstausstrahlung (D) | Regie            | Drehbuch                               | Zuschauer (USA) |
| --- | ----------------- | -------------------- | -------------------- | ------------------------------------- | ---------------- | -------------------------------------- | --------------- |
| 1 | 12:00 – 13:00 Uhr | 12:00 Noon – 1:00 PM | 5. Feb. 2017         | 13. Feb. 2017                         | Stephen Hopkins  | Manny Coto, Evan Katz                  | 17,58 Mio.      |
| Rebecca Ingram, Ehefrau des als US-Präsident kandidierenden Senators John Donovan, hat kürzlich die Leitung der nationalen CTU-Zentrale an Keith Mullins abgegeben und wird öffentlich für die Ausschaltung des Terroristen Ibrahim Ben-Khalid geehrt. Army-Ranger Eric Carter und Ben Grimes gehörten zu ihrer etwa 6-köpfigen Spezialeinheit, die den Einsatz im Jemen durchgeführt hat. Verbündete von Ben-Khalid haben die Identität dieser Teammitglieder nun enttarnt und sind auf der Suche nach einer Stahlkassette, zu deren Auffinden sie nacheinander die Teammitglieder foltern und töten. Carter flieht mit der Hilfe seiner Frau Nicole vor den Angreifern und bringt sie dann bei seinem Bruder Isaac in Sicherheit, einem Drogendealer. Ingram vermutet, dass Mullins in der CTU als Maulwurf für die Terroristen arbeitet, und hält die aktuellen Geschehnisse daher vor ihm geheim, auch durch mit Elektroschocks. Carter begibt sich zu Grimes, der kriegsfolgenbedingt psychisch labil ist, und findet bei ihm die Stahlkassette, die einen USB-Stick mit den Namen von Schläferzellen in den USA enthält. Als die Terroristen Carter und Grimes bewaffnet angreifen, flieht Grimes, der sich vom Staat allein gelassen fühlt, mit dem USB-Stick. Unterdessen hält die Highschool-Schülerin Amira Dudayev zusammen mit ihrem Chemielehrer David Harris vor ihrem Mitschüler Drew Phelps geheim, dass sie beide Schläfer sind.                       |                   |                      |                      |                                       |                  |                                        |                 |
| 2 | 13:00 – 14:00 Uhr | 1:00 PM – 2:00 PM    | 6. Feb. 2017         | 13. Feb. 2017                         | Jon Cassar       | Manny Coto, Evan Katz                  | 06,23 Mio.      |
| Grimes fordert für die Herausgabe des USB-Sticks und als Ausgleich dafür, dass ihm als Veteran der Staat zu wenig hilft, bis 14 Uhr 2 Mio. Dollar in bar von Carter. Anderenfalls droht er mit Übergabe des Sticks an die Terroristen. Diese werden von Ibrahims Sohn Jadalla angeführt und sind aus Angst vor Entdeckung schon ungeduldig bzgl. der Aktivierung der Schläferzellen. Als Phelps herausfindet, dass Dudayev sich mit Harris verschworen hat, schlägt Harris ihn im Chemielabor solange, bis er ihn für tot hält. Indes hört Nicole heimlich ein Telefonat von Isaacs Freundin Aisha mit, in dem sie ihn bei seinem nächsten Drogendeal zu betrügen plant. Auch per Sprengstoffgürtel zwingt Eric Carter zwei Streifenpolizisten dazu, sich von ihnen in die Asservatenkammer ihres Polizeireviers schmuggeln zu lassen, wo er aus Zeitnot das Bargeld rasch an sich nehmen möchte. Erics Plan scheitert, da ihn die Polizei am Verlassen der Kammer hindert, und weil Ingram und Datenanalytiker Andy Shalowitz, die ihm in der CTU helfen, bei ihrer Geheimaktion entdeckt werden. Ingram und Shalowitz haben kurz zuvor noch entdeckt, dass nicht Mullins, sondern Donovans Wahlkampfmanagerin Mizrani die wahrscheinliche Verräterin ist. Sie streitet aber ggü. Donovan ab, Sympathien für islamistischen Extremismus zu haben. Er vertraut ihr und will mit ihr der baldigen Veröffentlichung ihn belastender Enthüllungen zuvorkommen.             |                   |                      |                      |                                       |                  |                                        |                 |
| 3 | 14:00 – 15:00 Uhr | 2:00 PM – 3:00 PM    | 13. Feb. 2017        | 20. Feb. 2017                         | Jon Cassar       | Howard Gordon, Leigh Dana Jackson      | 05,14 Mio.      |
| Eric Carter sprengt ein Loch in die Wand der Asservatenkammer, sodass er sie verlassen kann. Just in dem Moment, als die Polizei ihn bei seiner Flucht im Revier eingekreist hat, erhalten die dortigen Polizisten von der CTU die Bestätigung, dass Carter in CTU-Diensten steht, sodass er von ihnen freies Geleit erhält. Mullins nimmt nun die CTU-Leitung wieder wahr, Ingram und Shalowitz kommen nach kurzem Verhör wieder frei. Carter trifft sich mit Grimes und lässt sich von ihm zu dem U-Bahnhof führen, in dem er den USB-Stick versteckt hält. Dabei betrügt Carter seinen Freund, indem er ihm versichert, nicht überwacht zu werden. Als Grimes den Stick an Carter übergeben will, werden sie von Jadalla und dessen Helfern überrascht, die sich den Stick mit Waffengewalt zurückholen und dabei Grimes und Thomas Locke verletzen, den Leiter der CTU-Abteilung für Geheimoperationen. Indes gelingt es Phelps, der entgegen Dudayevs und Harris’ Annahme doch nicht tot ist, aus der Schule bis auf einen nahen Sportplatz zu fliehen, wo er verletzungsbedingt zusammenbricht. Dudayev begleitet Phelps im Krankenwagen, um sich seiner endgültig zu entledigen. Unterdessen erfährt John Donovan von Ingram, dass Mizrani von der CTU als Verräterin verdächtigt wird. Die Beweise für diesen Verdacht hat aber Johns einflussreicher Vater Henry insgeheim fälschen lassen, um so Johns Wahlkampagne zu unterstützen.                          |                   |                      |                      |                                       |                  |                                        |                 |
| 4 | 15:00 – 16:00 Uhr | 3:00 PM – 4:00 PM    | 20. Feb. 2017        | 27. Feb. 2017                         | Nelson McCormick | Nikki Toscano, Nelson Greaves          | 04,42 Mio.      |
| Eric Carter und Grimes werden in die CTU-Zentrale gebracht. Einen Vorschlag von Grimes aufgreifend, möchte Eric von Mullins das Einverständnis für eine Mission zum Auffinden des Waffenschmugglers Gabriel, um so Jadalla zu finden. Da Mullins dies als zu gewagt ablehnt, machen sich Eric und Grimes eigenmächtig an die Umsetzung des Plans, wozu sie zunächst aus CTU-Gewahrsam ausbrechen. Mullins lässt den US-Präsidenten davon unterrichten, dass aktuell die Gefahr der Aktivierung von 15 bis 20 terroristischen Schläferzellen droht. Nicole gelingt es, Aisha zu entkommen, und warnt Isaac telefonisch davor, dass Aisha ihn ermorden lassen möchte; danach wird sie von der Polizei verhaftet. Isaac kehrt daraufhin zu seiner Unterkunft zurück und sorgt per Beamtenbestechung dafür, dass Nicole von der Polizei wieder freigelassen wird. Zudem belügt er seinen Bruder über Nicoles Situation. John Donovan findet rasch heraus, dass Henry die Mizrani belastenden Beweise platziert hat. Henry erklärt dies damit, dass seine Firma, die ihm Nahen Osten tätig ist, vom IS erpresst wurde, und er deswegen die Namen von Erics Einsatztruppe an Jadallas Terroristengruppe verraten hat. Amira Dudayev ist in dem Krankenhaus, in dem Phelps behandelt wird. Sie pumpt auf telefonische Anweisung ihres Bruders Khasan Dudayev, der auch terroristischer Schläfer und Bombenbauer ist, hin Luft in das Infusionssystem von Phelps.               |                   |                      |                      |                                       |                  |                                        |                 |
| 5 | 16:00 – 17:00 Uhr | 4:00 PM – 5:00 PM    | 27. Feb. 2017        | 6. März 2017                          | Nelson McCormick | Robert Cochran, Leigh Dana Jackson     | 03,99 Mio.      |
| John lässt seinen Vater verhaften und in der CTU verhören. Dort leugnet Henry, sehr zu Johns Missgefallen, seinen Kontakt mit Jadalla. Isaac verdächtigt seine bisherigen Kumpanen, Unterstützung für seine Ermordung geleistet zu haben, und zieht deshalb deren Misstrauen auf sich. Nicole lehnt einen Annäherungsversuch von Isaac ab, mit dem sie früher liiert war, und möchte sein gewalttätiges Umfeld endlich verlassen. Ben Grimes führt Eric zu Gabriel, den sie mit aus der CTU gestohlenen, streng geheimen US-Raketenbauplänen zu dem Treffen geködert haben. Erst bei ihm erfährt Eric geschockt, dass Grimes ihm noch Geld schuldet. Da Gabriel ihn als säumigen Schuldner betrachtet, lässt er ihn von einem Helfer exekutieren. Danach gelingt es Eric, Gabriel bis zum Eintreffen von CTU-Agenten in Schach zu halten. Kurz nachdem Gabriel Suizid begeht, nutzt Eric seinen Fingerabdruck für das Auffinden Jadallas. Mullins entzieht Shalowitz in der CTU-Zentrale wichtige Berechtigungen, weil er Eric und Ben bei ihrer Flucht unterstützt habe. Unterdessen erhalten Amira und Khasan Dudayev zu Hause unverhofft Besuch von ihrem Vater. Weil dieser seine Kinder terroristischer Planungen verdächtigt, fesseln sie ihn. Dann wird plötzlich die Schläferzelle, die die Geschwister bilden, aktiviert. Verantwortlich dafür ist eigenmächtiges Handeln eines von Jadallas Helfern, den Jadalla deshalb mit dem Tod bestraft.                |                   |                      |                      |                                       |                  |                                        |                 |
| 6 | 17:00 – 18:00 Uhr | 5:00 PM – 6:00 PM    | 6. März 2017         | 13. März 2017                         | Jon Cassar       | David Fury                             | 03,80 Mio.      |
| Henry leugnet im Verhör weiterhin, die Namen von Erics ehemaligem Team an Jadalla verraten zu haben. Als sich Nicole durch CTU-Mitarbeiter vom Anwesen Isaacs abholen lassen will, werden der CTU-Konvoi und Isaacs Helfer von schwer bewaffneten Helfern Jadallas angegriffen, sie entführen Nicole und Isaac. Mit der Drohung, seinen Verwandten zu schaden, erpresst Jadalla von Eric Hilfe bei der Rekonstruktion der Adressen der Schläferzellen, welche sich auf dem beschädigten USB-Stick befinden. Indes hat die CTU mit Erics Hilfe das Versteck von Jadalla entdeckt, sie findet es aber verlassen vor, da Jadalla durch eine ungeplante Pressemeldung über die Schießerei bei Gabriel vorgewarnt war. Unterdessen liefert Harris einige Chemikalien an Khasan Dudayev, der damit die Sprengstoff-Fässer mit Zündern fertigstellt, die als Bombe für den bevorstehenden Terroranschlag dienen. Als Harris mit Amira vor Khasan fliehen will, kommt es zu einer bewaffneten Auseinandersetzung, durch die Harris und Khasan sterben. Daraufhin fährt Amira, die sich als Kämpferin gegen die „Ungläubigen“ betrachtet, den Lkw mit der Bombe zielgerichtet bis auf die George-Washington-Brücke in New York City. Zwar kann ihr Vater sich befreien und so die CTU warnen, jedoch kann die CTU nicht mehr verhindern, dass Amira die Bombe auf der Brückenmitte explodieren lässt und dabei Hunderte Personen mit in den Tod reißt.                           |                   |                      |                      |                                       |                  |                                        |                 |
| 7 | 18:00 – 19:00 Uhr | 6:00 PM – 7:00 PM    | 13. März 2017        | 20. März 2017                         | Jon Cassar       | Tony Basgallop                         | 03,90 Mio.      |
| In New York City wird wegen des Bombenanschlags der öffentliche Verkehr stark eingeschränkt. Da die CTU mit konventionellen Verhörmethoden keinen Erfolg damit hat, dass Henry seine Unterstützung von Jadalla zugibt, veranlasst Ingram mit Mullins’ Einverständnis, dass Henry außerhalb der CTU eines Verhörs mit erweiterten Methoden unterzogen wird. Dazu lässt sie ihn durch ihren Ex-Liebhaber, den ehemaligen CTU-Agenten Tony Almeida, an einen geheimen Ort bringen. Almeida beginnt dort mit seinen Helfern sogleich mit den Vorbereitungen für Henrys Folterung. Da John das Fehlen seines Vaters in der CTU nicht verborgen bleibt, lässt sie ihn auch an den Ort des Verhörs bringen. Indes lässt sich Andy durch Eric entführen, damit er für Jadalla die Daten der verbleibenden 14 Schläferzellen auf dem USB-Stick wiederherstellt. Tatsächlich planen die beiden aber, den Stick mit Computerviren unbrauchbar zu machen. Als Locke die Entführung seines Lebenspartners Andy bemerkt und sie verhindern will, wird er durch Eric gefesselt zurückgelassen. Als sich Eric und Andy Jadalla ausliefern, werden Nicole und Isaac freigelassen. Jadalla befiehlt seinen Helfern aber, Nicole und Isaac auf ihrem Rückweg zu töten. |                   |                      |                      |                                       |                  |                                        |                 |
| 8 | 19:00 – 20:00 Uhr | 7:00 PM – 8:00 PM    | 20. März 2017        | 27. März 2017                         | Bronwen Hughes   | David Fury                             | 03,30 Mio.      |
| Locke befreit sich und informiert die CTU über das Vorhaben von Eric und Andy. Mit Lockes Informationen lokalisiert die CTU das Versteck von Jadalla, in das die beiden gebracht wurden. Indes ist es Isaac und Nicole gelungen, ihre Verfolger zu überwältigen und ihre Ermordung zu vereiteln. Isaac ruft seine Clique aus dem Drogenmilieu herbei, um mit ihr gemeinsam Eric zu befreien. Da Andys Absicht, den USB-Stick zu löschen, rasch auffällt, macht er sich unter Folter durch Jadalla daran, die Daten zu rekonstruieren. Als er damit fertig wird, greifen Isaac und seine schwer bewaffnete Gang Jadalla und dessen Helfer in der Lagerhalle an. Als das Gefecht zu Ende geht und Jadalla fliehen will, schlägt in die Halle eine Rakete ein, deren Abschuss der US-Verteidigungsminister inzwischen befohlen hatte. Isaac, Andy, Eric und Jadalla sind verletzt. Eric bemerkt das Verschwinden des ihm altbekannten Asim Naseri, eines Helfers von Jadalla, und ordnet seine Ergreifung an. Unterdessen lässt Ingram im Beisein von John dessen Vater durch Almeida und dessen Helferin mit Injektionen eines bewusstseinsverändernden Mittels foltern. Zwar erleidet Henry dabei qualvolle Schmerzen, jedoch gibt er keine Auskunft über die Art und Weise seines Kontaktes zu Jadalla. Als Ingram die Nachricht von dem Raketentreffer erhält, lässt sie die Folterung abbrechen.                                                                      |                   |                      |                      |                                       |                  |                                        |                 |
| 9 | 20:00 – 21:00 Uhr | 8:00 PM – 9:00 PM    | 27. März 2017        | 3. Apr. 2017                          | Bronwen Hughes   | Nikki Toscano, Zakiyyah Alexander      | 03,23 Mio.      |
| John möchte wegen der Verwicklung seines Vaters in terroristische Handlungen seine Präsidentschaftskandidatur abbrechen. Nachdem er Henry nach Hause gebracht hat, gibt dieser ihm preis, dass er mit seinem Handeln nur darauf abzielte, ihm den Weg ins Weiße Haus zu ebnen. Asim Naseri macht sich daran, Jadalla aus der CTU-Haft zu holen. Dazu erpresst er den CTU-Wachmann Stephen Grant mit der Drohung, dessen außereheliche Liebhaberin Jennifer Marshall zu töten, welche Naseri mit einem fernzündbaren Sprengstoffgürtel zu Hause hat fesseln lassen. Durch Auswertung von Naseris Anrufen lokalisiert die CTU Marshalls Haus. Eric deaktiviert mit telefonischer Hilfe aus der CTU den Fernzünder und bewahrt sie damit vor dem Tod. Indes folgt Grant in der CTU-Zentrale den Anweisungen Naseris und ermöglicht es ihm so, mit einigen Helfern das CTU-Gebäude zu infiltrieren. Erst, als Jadalla von Grant schon hinaus geführt wird, bemerkt man in der CTU die Verbindung zwischen Grant und Marshall. Es kommt zu einem Schusswechsel zwischen Ingram und Naseris Team, wobei Grant stirbt. Als die Infiltratoren mit Jadalla aus dem Gebäude fliehen, begegnen sie ungeplant John Donovan, der seine Frau besuchen möchte, und entführen ihn deshalb kurzerhand. Erst während der Flucht erfährt Jadalla von Naseri, dass dieser der Leibwächter von Jadallas Vater war.                                                                           |                   |                      |                      |                                       |                  |                                        |                 |
| 10 | 21:00 – 22:00 Uhr | 9:00 PM – 10:00 PM   | 3. Apr. 2017         | 10. Apr. 2017                         | Stephen Hopkins  | Manny Coto, Gabriella Goodman Seitter  | 03,19 Mio.      |
| Als Henry erfährt, dass sein Sohn in der Hand der Terroristen ist, drängt er Johns Onkel Luis Diaz dazu, die nur ihm bekannte Kontaktaufnahmemöglichkeit zu Jadalla preiszugeben. Diaz weigert sich, verletzt Henry und flieht. Eric erfährt von seiner Frau, dass diese seine geheime Absicht herausgefunden hat, sich als CTU-Agent zu bewerben. Indes trifft Jadalla in einem Versteck bei seinem Vater Ibrahim ein, von dem er erst jetzt erfährt, dass er noch lebt. Ibrahim, der halbseits völlig entstellt ist, und Naseri enthüllen, dass sie Jadalla einer Prüfung für Ibrahims Nachfolge unterziehen wollten. Zwecks Rache für den von Ingram geleiteten Einsatz im Jemen erpresst Jadalla dann Ingram telefonisch, sich ihm im Tausch für John auszuliefern. Zum Schutze Johns vertraut Ingram die Erpressung nur Eric Carter an, der ihr bei dem Tausch hilft. Dafür haben die Terroristen einen Sportplatz vorgesehen, dessen Rasen mit Benzin getränkt ist. Als Ingram dort eintrifft, wird John von Jadallas Helfern anderenorts freigelassen. Ingram weigert sich, ein Geständnis vorzulesen, Jadalla wird durch Eric erschossen, der Rasen gerät in Brand. Während Eric im Flammenmeer nach Ingram sucht, hört er sie rufen, dass Ibrahim noch lebt. Indes ist auch die CTU auf das dortige Geschehen aufmerksam geworden. Parallel dazu hat Marshall in der CTU einen mitgehörten Tarnnamen „East July“ preisgegeben, der zum DNI Donald Simms führt. |                   |                      |                      |                                       |                  |                                        |                 |
| 11 | 22:00 – 23:00 Uhr | 10:00 PM – 11:00 PM  | 10. Apr. 2017        | 17. Apr. 2017                         | Stephen Hopkins  | Leigh Dana Jackson, Zakiyyah Alexander | 03,30 Mio.      |
| Ibrahim Bin-Khalid und Naseri bringen Ingram an einen geheimen Ort, wo sie sie öffentlich hinzurichten planen, auch um damit den USA zu schaden. Um dies zu vereiteln, versucht Ingram Suizid, jedoch letztlich erfolglos. Indem Simms seinen Vertrauten Daniel Pang die Leitung in der CTU-Zentrale übernehmen lässt, möchte er weiteren Zugriff von dort auf die Geheimdaten über „East July“ verhindern. Dies ist der Deckname einer einst von Simms angeordneten, ihm nicht genehmigten Operation, die die Entführung von Naseris Tochter Ara als Druckmittel gegen Naseri beinhaltete. Naseri geht davon aus, dass Ara von den US-Army-Rangern getötet worden sei. Um zu ermitteln, was Simms bzgl. der Operation zu verheimlichen hat, und um Ingram zu befreien, lässt sich Eric Carter von John Donovan in Simms’ Büro im Pentagon einschleusen. Während sie Simms gefangen halten, entdecken sie, dass Ara noch lebt und in einem Landhaus gefangen gehalten wird. Weil Simms diese Entdeckung ahnte, hat er Almeida damit beauftragt, Ara dauerhaft verschwinden zu lassen. Als Eric Ara befreien will, verweigert ihm Almeidas Säuberungskommando das Verlassen des Hauses. Mullins, Shalowitz und Stiles helfen Eric von der CTU aus und arbeiten dabei gegen Pang. Unterdessen deutet Simms ggü. John Donovan an, dass Ingram mit Simms kollaboriere. |                   |                      |                      |                                       |                  |                                        |                 |
| 12 | 23:00 – 12:00 Uhr | 11:00 PM – 12:00 PM  | 17. Apr. 2017        | 24. Apr. 2017                         | Stephen Hopkins  | Manny Coto, Howard Gordon              | 03,42 Mio.      |
| John Donovan informiert Almeida darüber, dass sich mit Ara als Druckmittel ggü. ihrem Vater erreichen lässt, Ingram freizupressen. Almeida, der bislang keine Kenntnis von der Verbindung zwischen beiden Fällen hatte, folgt Donovans Bitte und lässt Eric mit Ara entkommen. Eric beweist Asim Naseri, dass seine Tochter noch lebt, und kann so mit ihm vereinbaren, Ara gegen Ingram zu tauschen. Asim sabotiert die im Internet übertragene Hinrichtung, indem er Ingrams Leben verschont und Ibrahim gefangen nimmt. Als Asim seine Tochter vereinbarungsgemäß in der jordanischen Botschaft in Sicherheit weiß, lässt er Ingram frei. Ibrahim erschießt dabei aus dem Hinterhalt Asim und verletzt Ingram schwer, ehe er selbst durch Eric erschossen wird. John verlässt das Büro von Simms, der anschließend einen Revolver aus seinem Schreibtisch nimmt. Gegen 23.45 Uhr stirbt Ingram im Krankenhaus bei vergeblichen Reanimationsversuchen. Die Handlung setzt zwölf Stunden später, um kurz vor 12 Uhr mittags, wieder ein: John trauert im Krankenhaus um seine Frau, während sein Vater ihm ggü. zugibt, sich in einem Netz aus Lügen verfangen zu haben. John erfährt vom wahrscheinlichen Selbstmord Simms’ und ändert dann seine Absicht dahingehend, dass er seine Wahlkampagne nun doch nicht abbrechen will. Eric versöhnt sich in der CTU mit Nicole und erhält ihren Zuspruch für seinen Berufswunsch.                                          |                   |                      |                      |                                       |                  |                                        |                 |

## Entstehung
Im Januar 2015 wurde bekannt, dass es Planungen für eine Fortsetzung von 24 nach 24: Live Another Day gebe. Im Juni 2015 folgte die Information, dass die Fortsetzung von einer neuen, deutlich jüngeren Hauptfigur handeln solle. Im Oktober 2015 verkündete Kiefer Sutherland, die Figur Jack Bauer nicht mehr spielen zu wollen. Im Januar 2016 wurde öffentlich, dass unter dem Titel 24: Legacy ein Pilotfilm für eine gleichnamige, auf 24 basierende und ebenfalls in Echtzeit spielende Ableger-Fernsehserie entsteht. Am 27. April 2016 wurde bekannt, dass Fox zwölf Episoden von 24: Legacy für die Fernsehsaison 2016/17 bestellt hat.
Zu den Produzenten von 24: Legacy gehören, wie schon bei der Mutterserie 24, Howard Gordon, Manny Coto, Evan Katz und Brian Grazer.

## Besetzung und Figuren
| Schauspieler      | Rollenname         | Deutscher Synchronsprecher | Rolle                                                                                |
| ----------------- | ------------------ | -------------------------- | ------------------------------------------------------------------------------------ |
| Corey Hawkins     | Eric Carter        | Tobias Schmidt             | Ehemaliger US-Army-Ranger, Bruder von Isaac, Ehemann von Nicole                      |
| Miranda Otto      | Rebecca Ingram     | Katrin Zimmermann          | Ehemalige Leiterin der nationalen CTU-Zentrale, Ehefrau von John Donovan             |
| Jimmy Smits       | John Donovan       | Charles Rettinghaus        | US-Senator und -Präsidentschaftskandidat, Ehemann von Rebecca Ingram, Sohn von Henry |
| Anna Diop         | Nicole Carter      | Marie-Isabel Walke         | Ehefrau von Eric Carter                                                              |
| Teddy Sears       | Keith Mullins      | Jaron Löwenberg            | Direktor der nationalen CTU-Zentrale                                                 |
| Dan Bucatinsky    | Andy Shalowitz     | Matthias Klages            | CTU-Datenanalytiker                                                                  |
| Charlie Hofheimer | Ben Grimes         | Robert Glatzeder           | Ehemaliger US-Army-Ranger                                                            |
| Ashley Thomas     | Isaac Carter       | Matti Klemm                | Bruder von Eric Carter, Drogenkrimineller                                            |
| Coral Peña        | Mariana Stiles     | Nicole Hannak              | CTU-Datenanalytikerin                                                                |
| Sheila Vand       | Nilaa Mizrani      | Damineh Hojat              | Wahlkampagnenchefin von John Donovan                                                 |
| Raphael Acloque   | Jadalla Bin-Khalid | Mehmet Yilmaz              | Terrorist, Sohn von Ibrahim Bin-Khalid                                               |
| Gerald McRaney    | Henry Donovan      | Reinhard Scheunemann       | Geschäftsmann, Vater von John Donovan                                                |

| Schauspieler      | Rollenname         | Deutscher Synchronsprecher | Rolle                                                                         |
| ----------------- | ------------------ | -------------------------- | ----------------------------------------------------------------------------- |
| Zayne Emory       | Drew Phelps        | Tino Mewes                 | High-School-Schüler                                                           |
| Kathryn Prescott  | Amira Dudayev      | Maximiliane Häcke          | Tschetschenischstämmige Schläferin, Terroristin, Schwester von Khasan Dudayev |
| Kevin Christy     | David Harris       | Roland Wolf                | Chemielehrer, Helfer von Amira und Khasan Dudayev                             |
| Bailey Chase      | Thomas Locke       | Johannes Berenz            | Leiter der CTU-Abteilung für Geheimoperationen                                |
| Tiffany Hines     | Aisha              | Ilka Teichmüller           | Freundin von Isaac Carter                                                     |
| Themo Melikidze   | Khasan Dudayev     | Benjamin Kiesewetter       | Tschetschenischstämmiger Terrorist, Schläfer, Bruder von Amira Dudayev        |
| Carlos Bernard    | Tony Almeida       | Robin Brosch               | Früherer CTU-Direktor, Krimineller                                            |
| Oded Fehr         | Asim Naseri        | Tayfun Bademsoy            | Terrorist, Leibwächter von Ibrahim Bin-Khalid                                 |
| Daniel Zacapa     | Luis Diaz          | Abelardo Decamilli         | Onkel von John Donovan                                                        |
| Eli Danker        | Ibrahim Bin-Khalid | Elmar Gutmann              | Scheich, Terrorist, Vater von Jadalla                                         |
| James Moses Black | Donald Simms       | Wolfgang Wagner            | Direktor der nationalen Nachrichtendienste                                    |

## Veröffentlichung
Die Erstausstrahlung der ersten Episode erfolgte bei Fox am Sonntag, dem 5. Februar 2017, direkt anschließend an die zuschauerträchtige Live-Übertragung des Super Bowl. Sie wurde von etwa 17 Millionen Zuschauern gesehen. Die restlichen Episoden der Staffel sendete Fox am Montagabend. Obwohl die Reichweite ab der fünften Episode stets bei 3 bis 4 Millionen Zuschauern lag, beträgt die durchschnittliche Reichweite aller 12 Episoden 5,1 Millionen Zuschauer.
Fox gab am 7. Juni 2017 bekannt, dass keine Produktion von weiteren Staffeln der Serie geplant sei.

## Kritiken
- Franz Everschor: Fragwürdige Fortsetzung. US-Fernsehen: Die Serie „24: Legacy“ reicht nicht an ihr erfolgreiches Vorbild heran, in: Medienkorrespondenz vom 24. Februar 2017
- Mark Monahan: 24 Legacy, review – the chase resumes with all guns blazing, in: The Telegraph vom 15. Februar 2017
- Nina Rehfeld: Zeit für einen neuen Helden, in: Spiegel online vom 6. Februar 2017